# فرنسيس نيوتن ثورب
فرنسيس نيوتن ثورب (بالإنجليزية: Francis Newton Thorpe) هو مؤرخ أمريكي، ولد في 1857، وتوفي في 1926.